# Wallmoden
Wallmoden é um município da Alemanha localizado no distrito de Goslar, estado da Baixa Saxônia.
Pertence ao Samtgemeinde de Lutter am Barenberge.